# Nyceryx
Nyceryx är ett släkte av fjärilar. Nyceryx ingår i familjen svärmare.

## Dottertaxa tillNyceryx, i alfabetisk ordning[1]

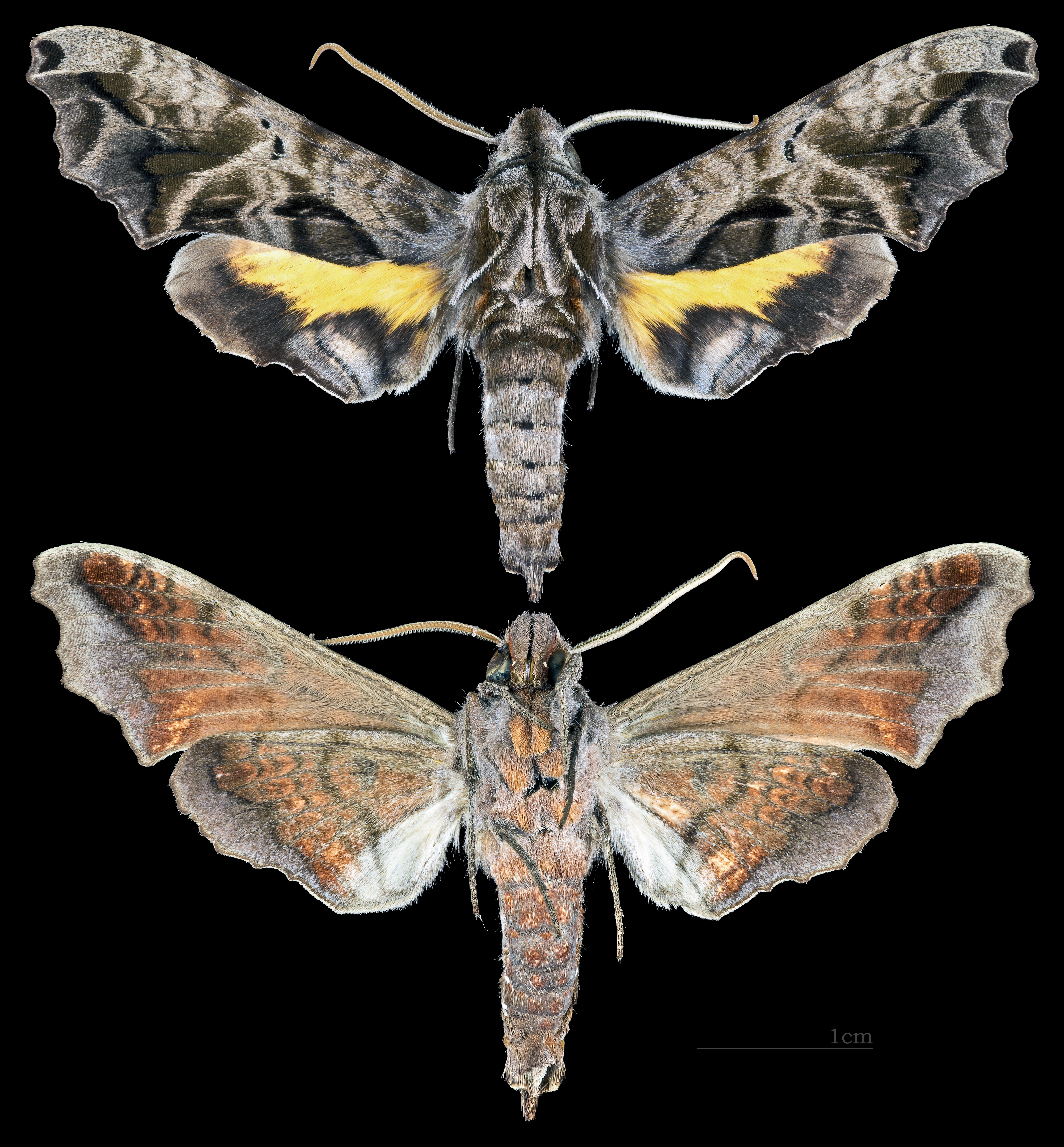
Nyceryx abboti
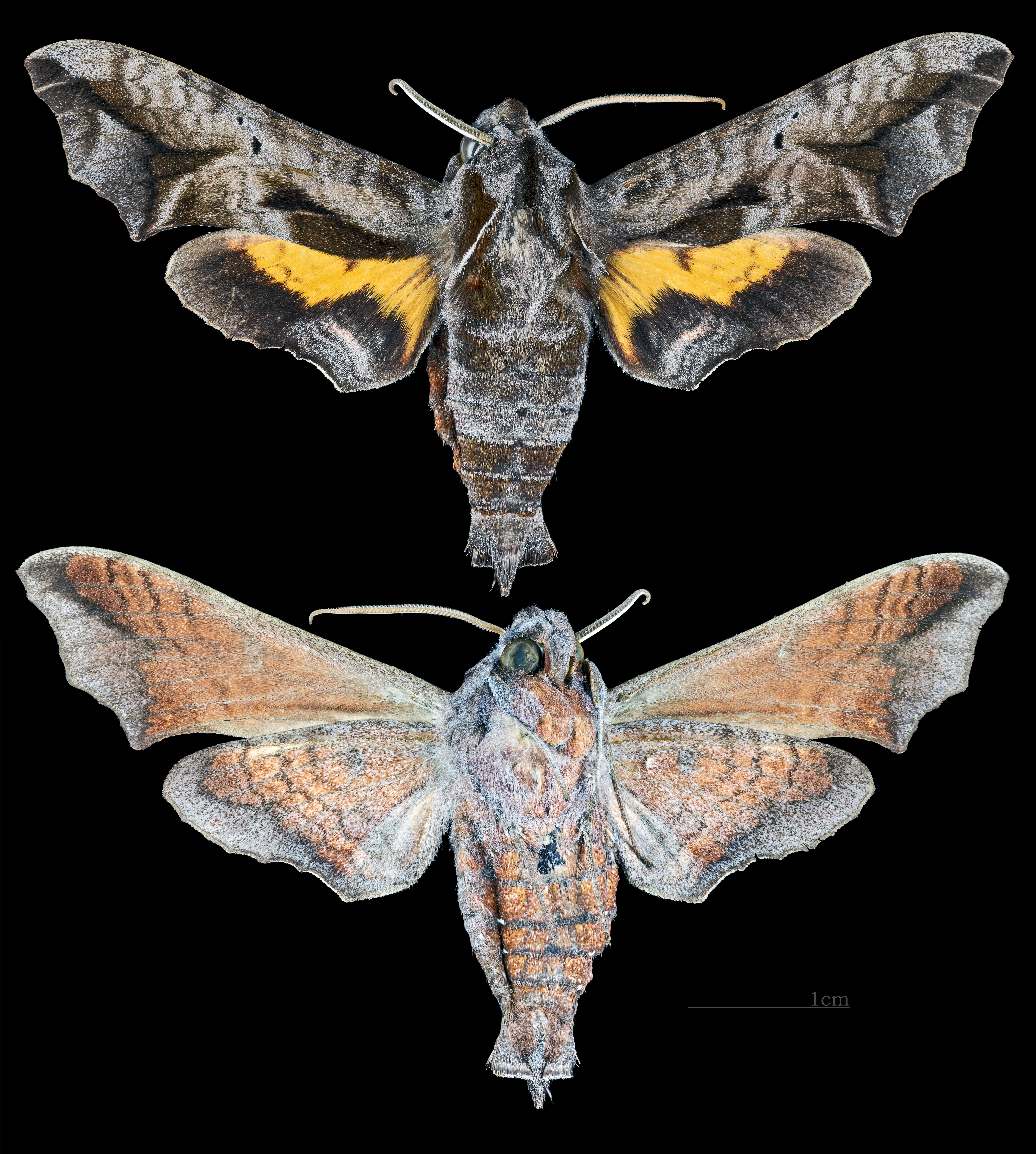
Nyceryx alophus
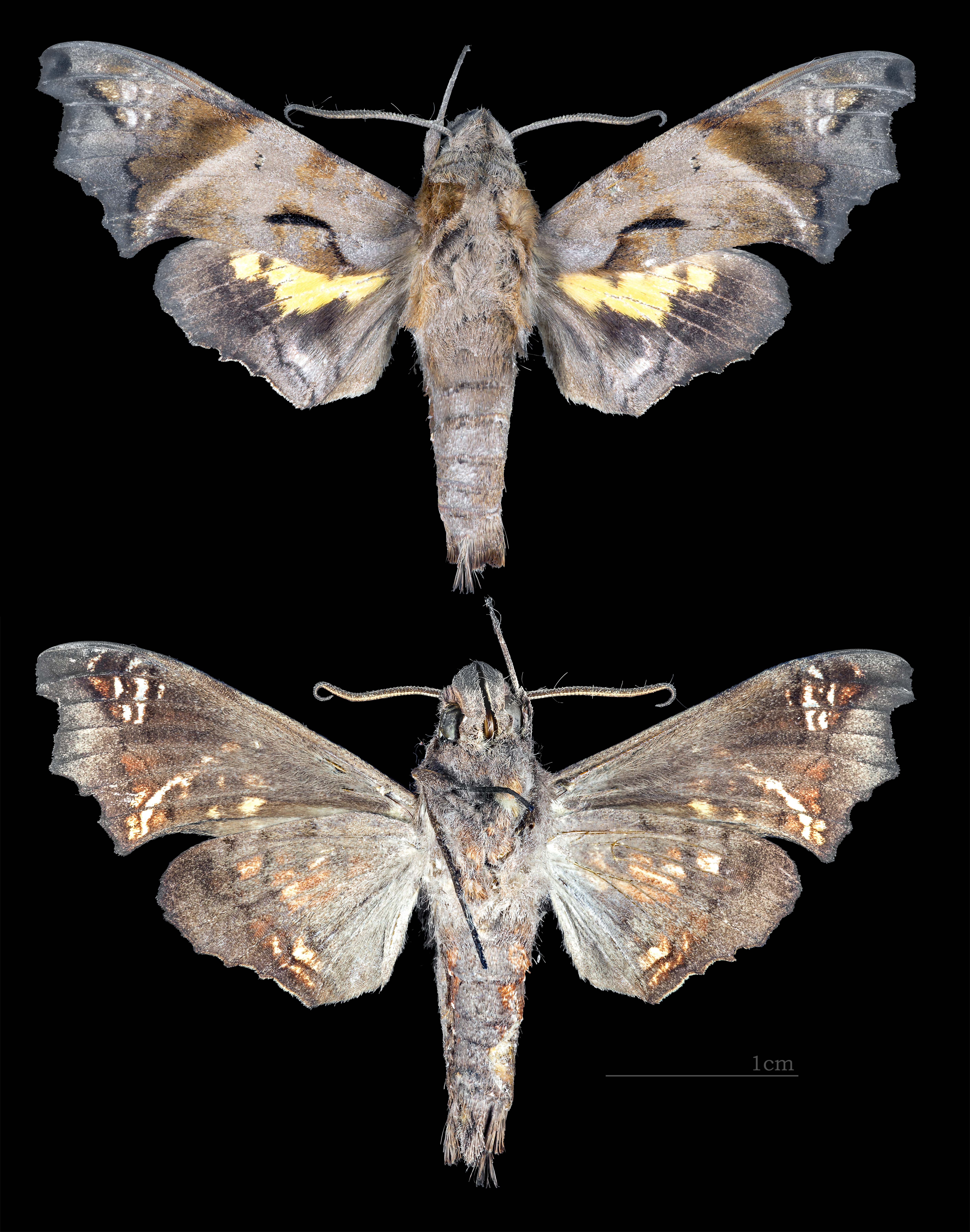
Nyceryx boisduvali
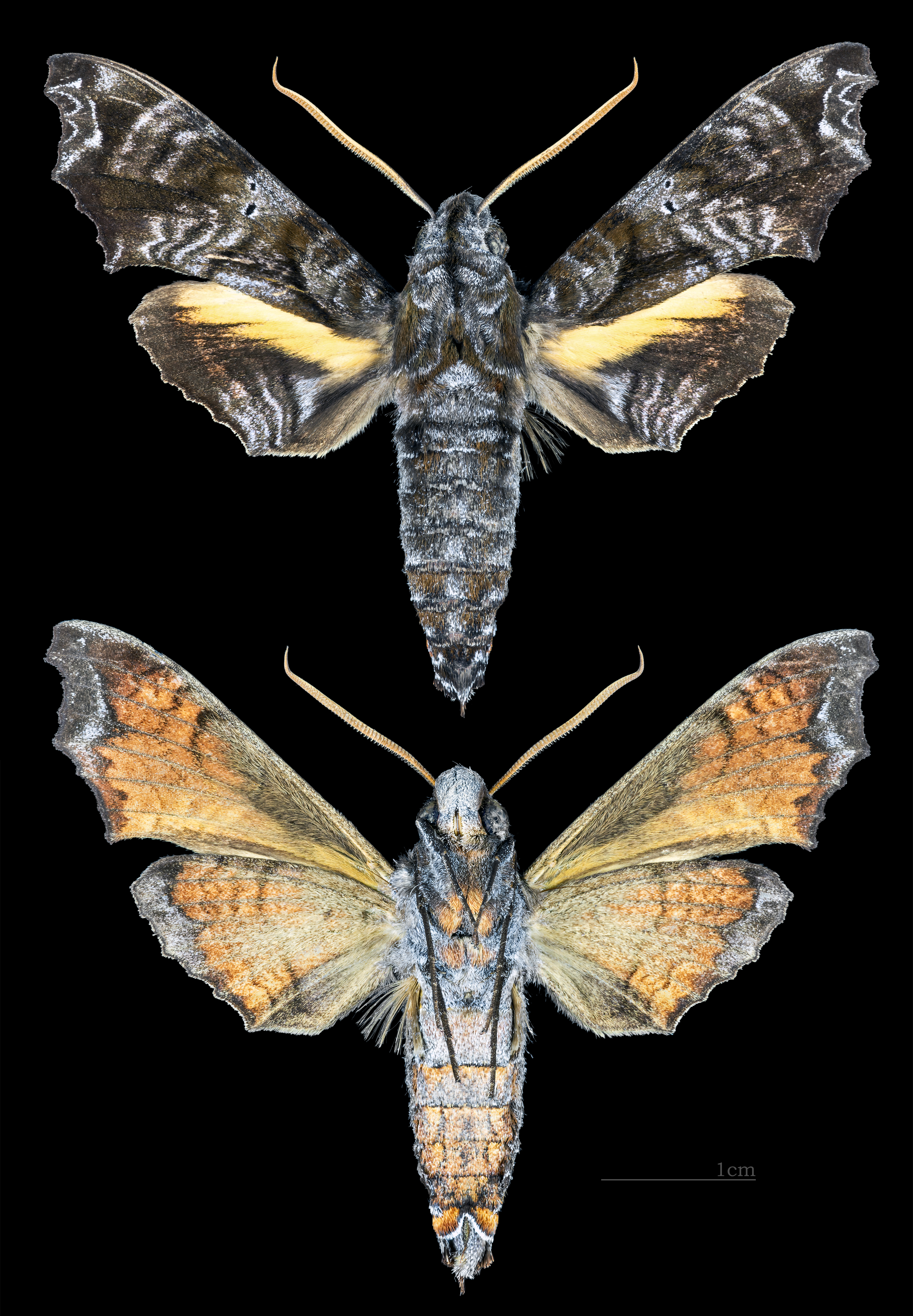
Nyceryx bryki
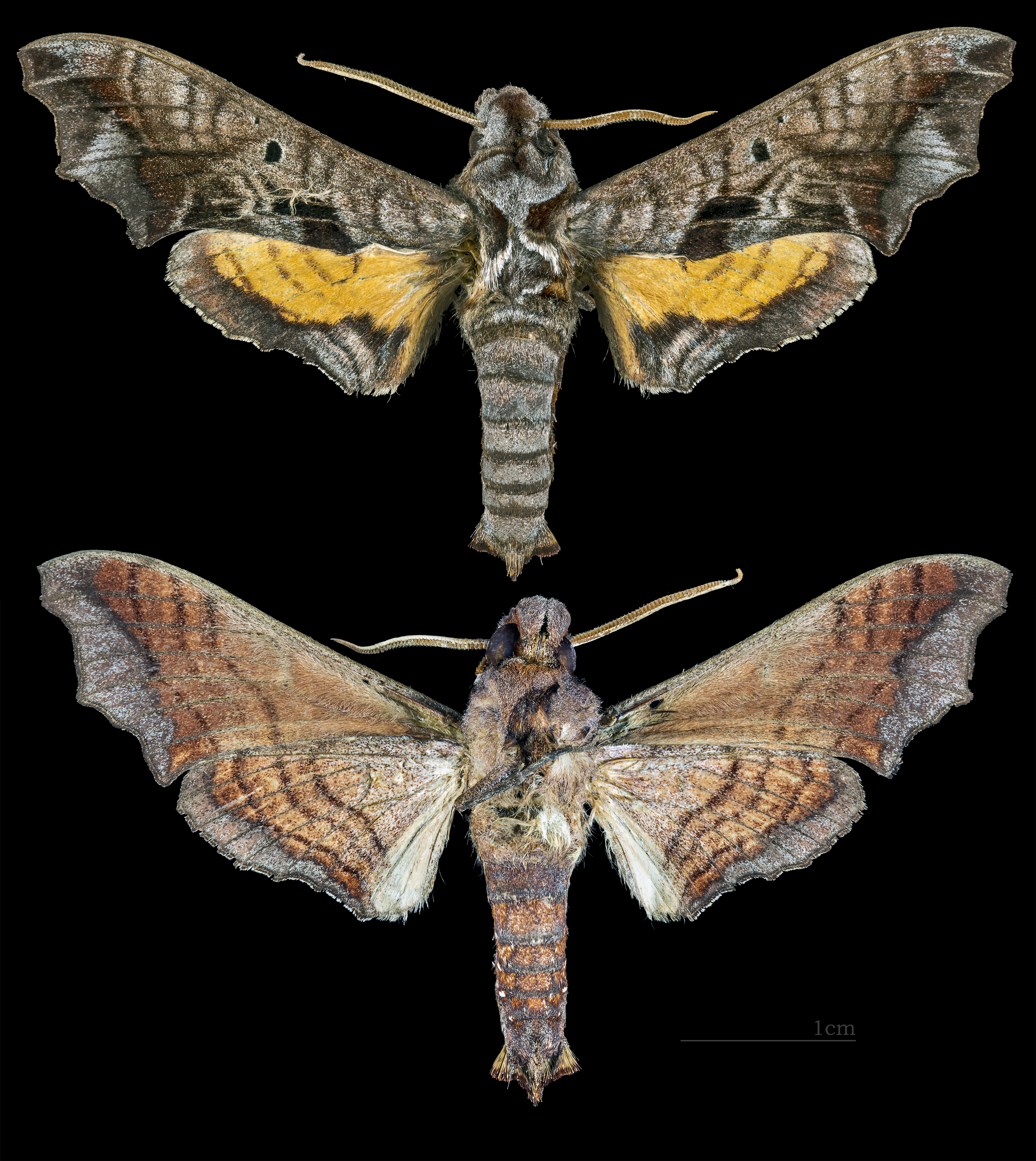
Nyceryx clarki
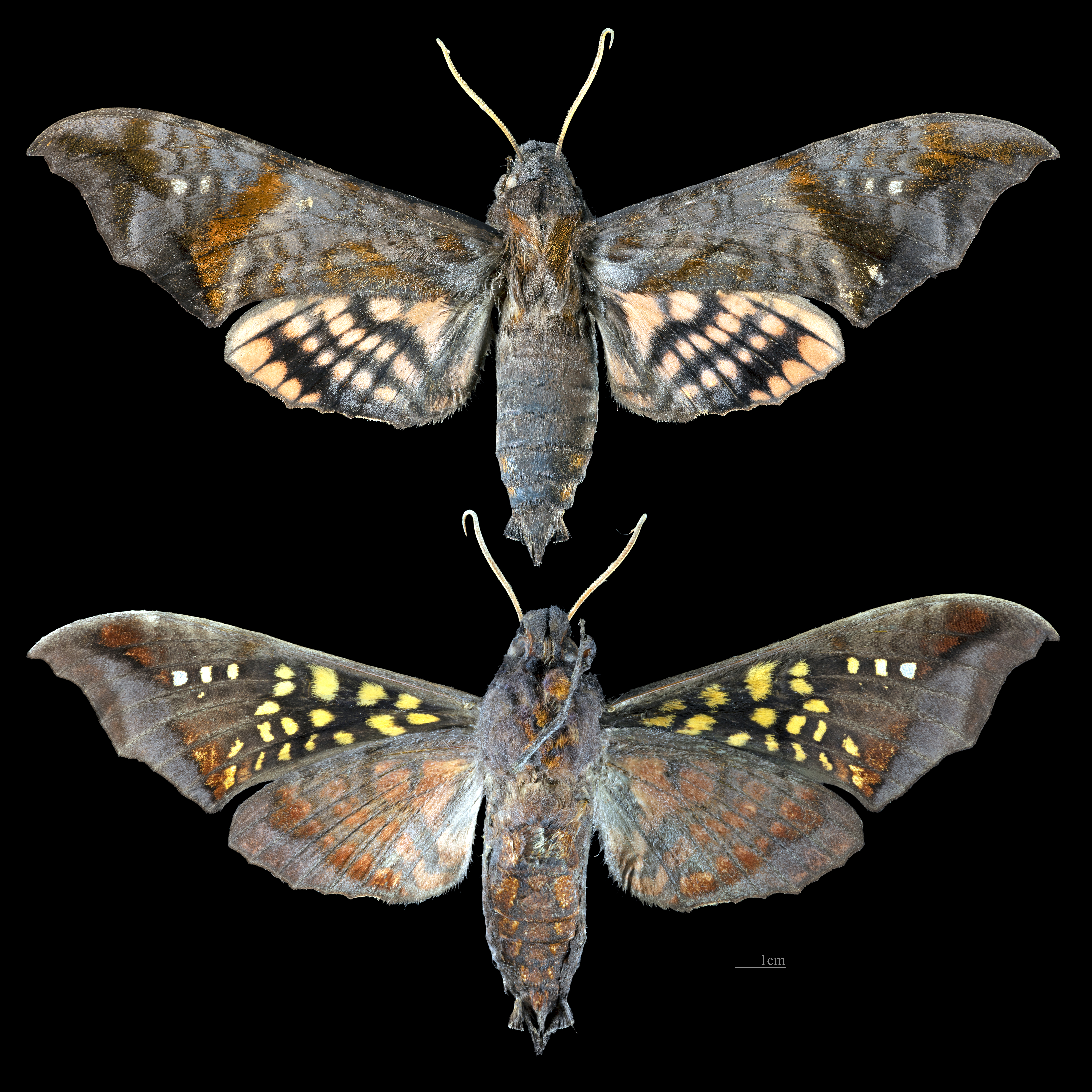
Nyceryx coffaeae
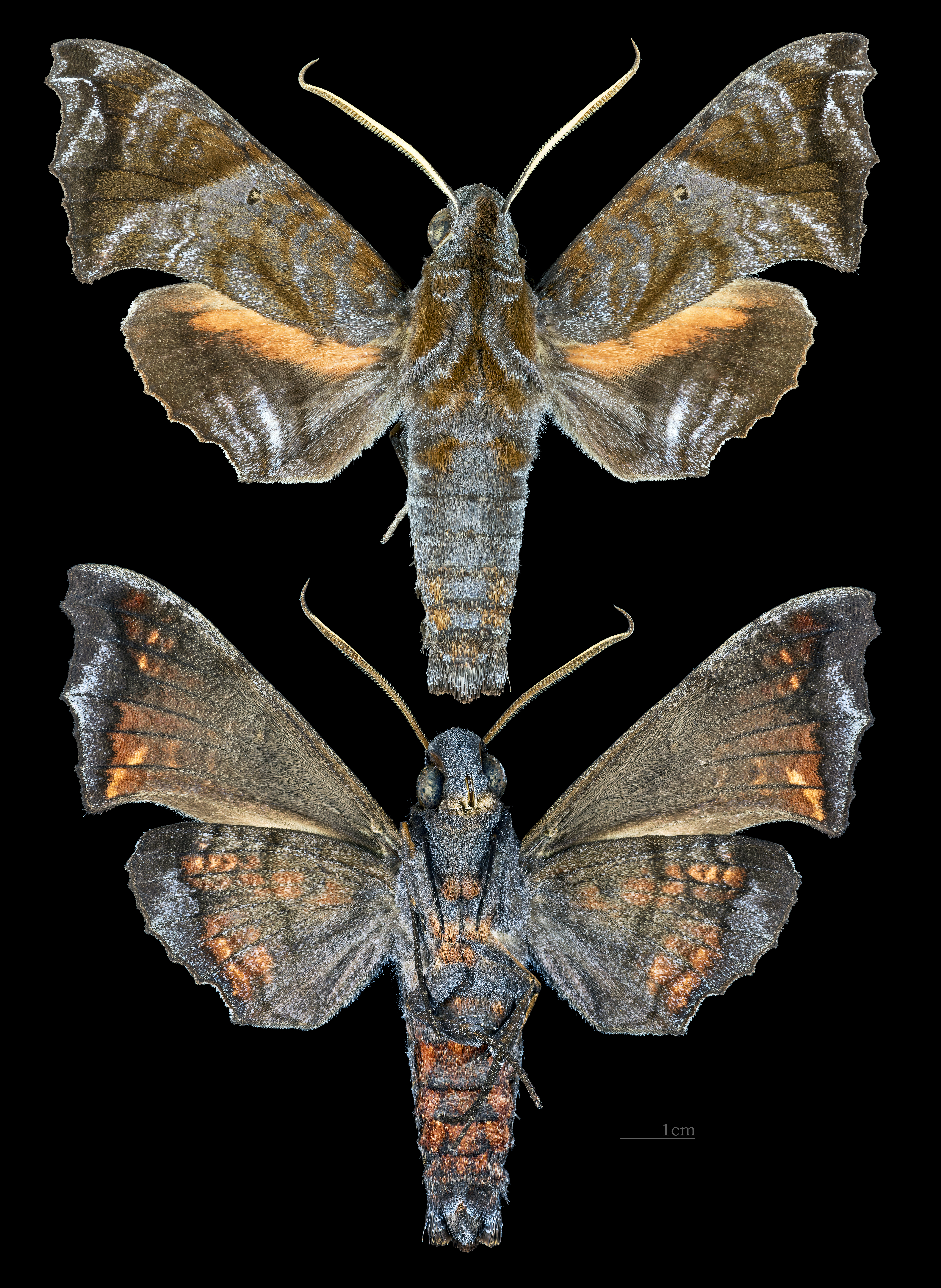
Nyceryx continua
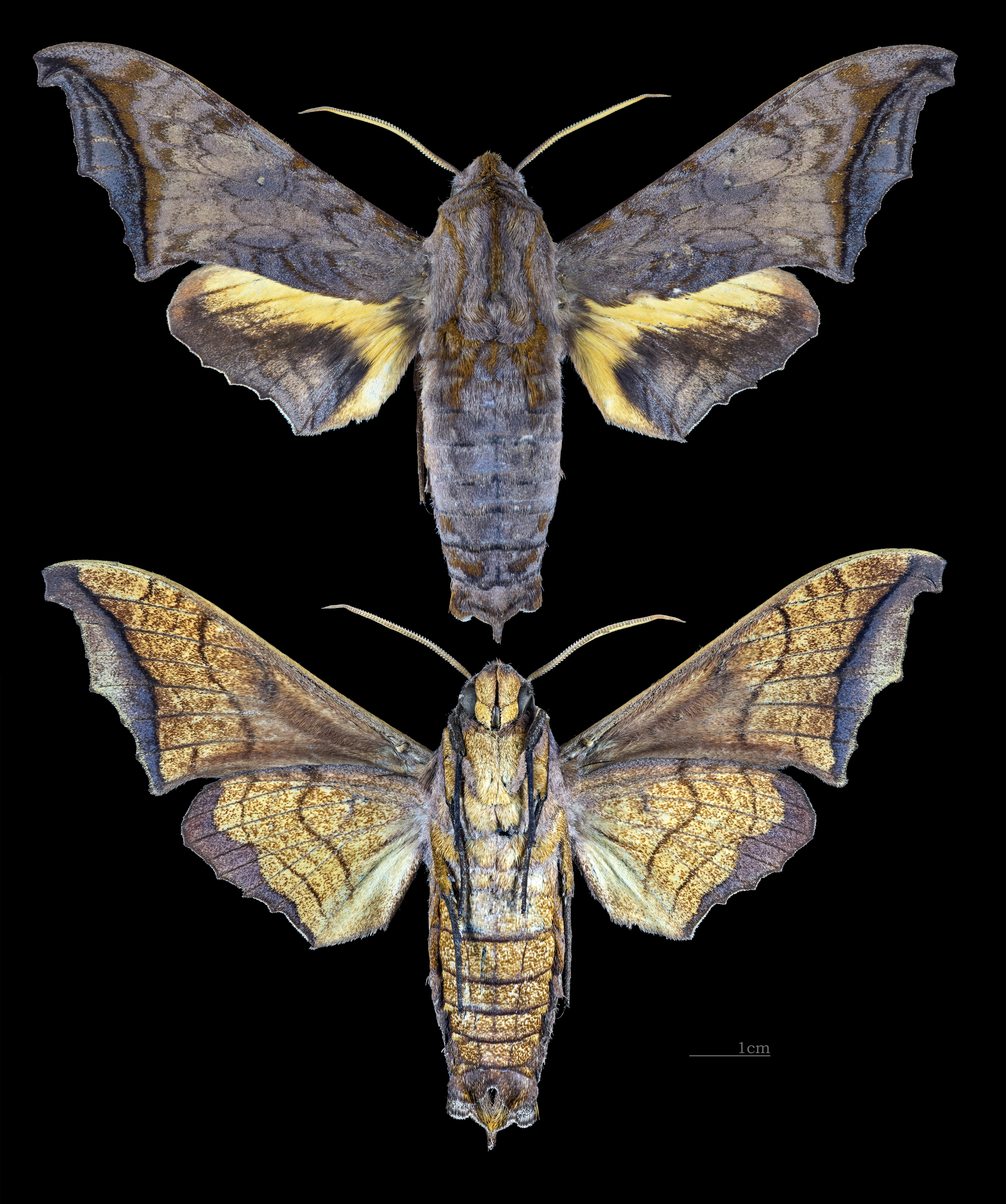
Nyceryx cratera
Nyceryx creusa
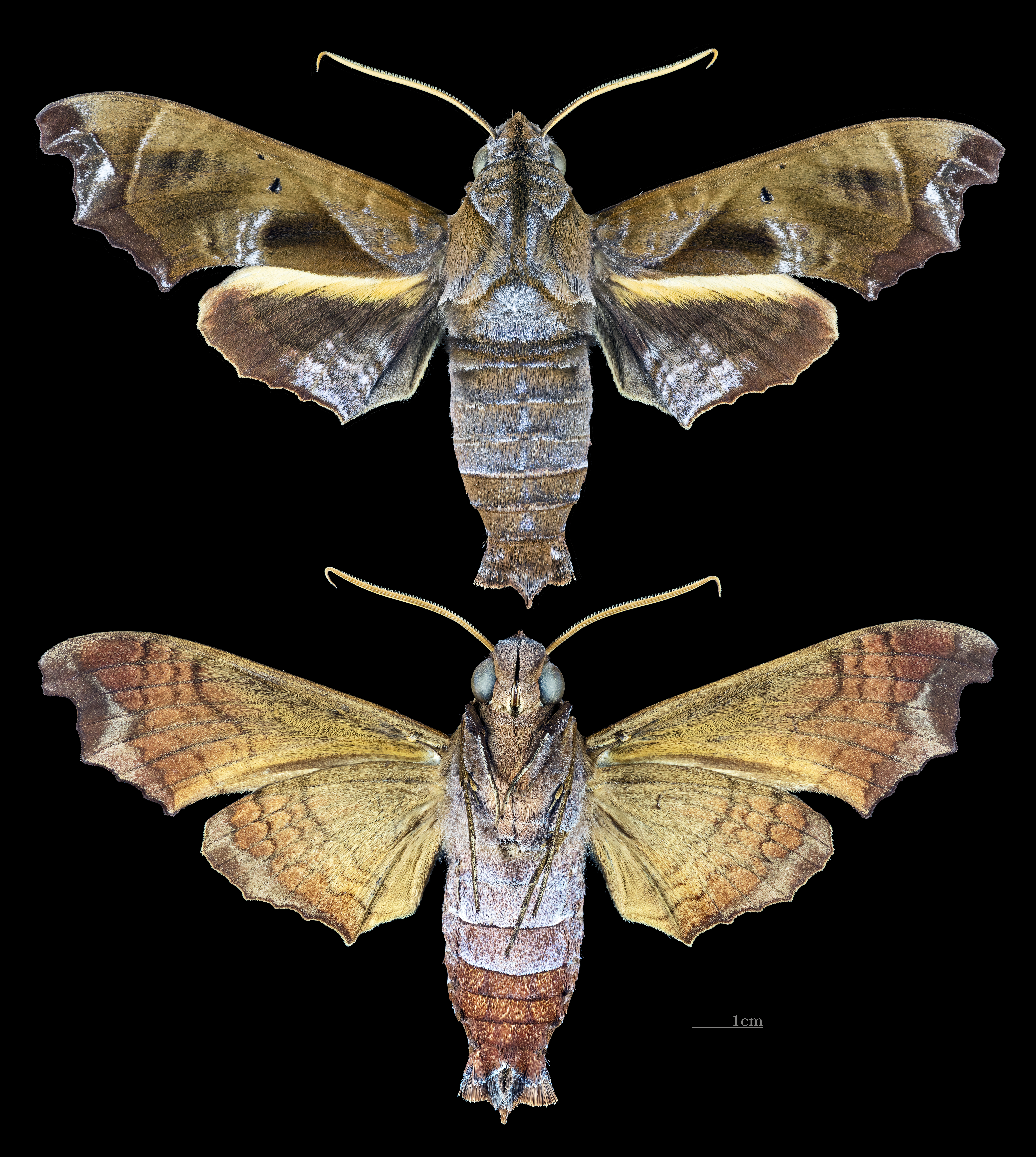
Nyceryx distans
- Nyceryx draudti
- Nyceryx ericea
- Nyceryx eximia
- Nyceryx hyposticta
- Nyceryx ixion
- Nyceryx lemonia
- Nyceryx lunaris
- Nyceryx magna
- Nyceryx maxwelli
- Nyceryx minor
- Nyceryx mulleri
- Nyceryx nephus
- Nyceryx nictitans
- Nyceryx riscus
- Nyceryx saturata
- Nyceryx stuarti
- Nyceryx subaurea
- Nyceryx tacita
- Nyceryx tristis
- Nyceryx vega

- Nyceryx alophus
- Nyceryx continua
- Nyceryx ericea
- Nyceryx eximia
- Nyceryx furtadoi
- Nyceryx hyposticta
- Nyceryx magna
- Nyceryx riscus
- Nyceryx stuarti
- Nyceryx tacita